# Fort Yamhill
Fort Yamhill est un ancien poste militaire de la United States Army établi en 1856 dans le territoire de l'Oregon. Son rôle était d'assurer une présence de l'armée à proximité de la communauté de Grand Ronde. Le fort fut en service jusqu'en 1866.